# Antirrio
Antirrio (franska: Antirion) är en ort i Grekland.   Den ligger i prefekturen Nomós Aitolías kai Akarnanías och regionen Västra Grekland, i den centrala delen av landet, 170 km väster om huvudstaden Aten. Antalet invånare är 1 018.
Terrängen runt Antirrio är varierad. Runt Antirrio är det tätbefolkat, med 683 invånare per kvadratkilometer. Närmaste större samhälle är Patras, 9,9 km söder om Antirrio. == Kommentarer ==
1. ↑  Framräknat ur variansen i alla höjduppgifter (DEM 3") från Viewfinder Panoramas, inom 10 km radie.[2] Mer om algoritmen finns här: Användare:Lsjbot/Algoritmer.